# 扇形地形
扇形地形（Scalloped topography），又称贝状地形，在火星南北纬45°到60°之间的中纬度地区很常见，尤其在北半球的乌托邦平原地区和南半球的佩纽斯山和安菲特里忒火山口区最为突出。该地形由带扇贝或荷叶边状口沿、无凸起壁垒环的浅洼地构成，通常称为“扇形洼地”或简称“贝状”。扇形洼地可以是孤立或成簇出现，有时似乎结合在一起。典型的扇形洼地显示为一处面向赤道的缓坡和一处面向极地的陡坡 ，这种不对称的地形可能是由于日照的差异所造成。扇形洼地被认为是因升华（材料从固相直接过渡到气相而无中间液相过程）消耗了地下物质（可能是间隙冰）所形成的。这一过程目前可能仍在发生。这种地形对火星未来定居者可能非常重要，因为它可能指示了纯冰沉积物。
发表在《伊卡洛斯》杂志上的一项研究发现，在火星数万年来的气候条件下，升华造成的地下水冰消失下，形成了扇形地貌。扇形洼地被认为开始于一个小触发事件，如小型撞击、局部暗化、侵蚀或热收缩引起的裂缝。裂缝在地球上富冰地面很常见。模型预测，当地面上大量纯冰达到数十米深时，这些扇形洼地就将演化形成。因此，扇形地貌可作为表明存在大量纯冰沉积的标志。扇形地形内及其周围的冰不仅存在于地面的孔隙空间中，而且还有更多，其纯度可能高达99%，正如凤凰号任务所发现的那样火星勘测轨道飞行器上的浅层地下雷达”沙拉德“（SHARAD）在大范围区域只能检测到厚度超过10-20米的富冰层，但它在扇形地形地区发现了水冰 。
有关扇形地形形成的详情仍在研究中。2016年发表在《伊卡洛斯》上的一项研究提出了一种五步过程。
1. 火星倾角的重大变化改变了气候，这种气候变化又导致了冰盖的形成；
2. 各种条件促使覆盖层融解或蒸发；
3. 融化的水在地下流动，至少流淌到扇形洼地的深度；
4. 冰的冻结和融化产生出大量的冰（冰晶体）；
5. 随着下一次倾角的变化，气候改变、大量水冰升华，形成扇形洼地[13]。

在乌托邦平原中，大型扇形洼地地表上蚀刻出一系列与陡坡平行的弯曲突脊，可能代表了陡坡侵蚀的不同阶段。最近，其他研究人员提出了一种观点，即突脊代表了顶部的岩层。有时，扇形地形或扇形地形周边地表显示出一种以规则的多边形裂缝图案为特征的“图案地面”。这些图案表明，地表承受过可能由沉降、干燥或热收缩引发的应力，此种图案在地球冰缘地区很常见。乌托邦平原的扇形地形显示出大小不同的多边形特征：陡坡上的较小（长宽约5-10米宽），周边地形上的较大（长宽30-50米），这些尺度差异可能表明地面冰丰度的局部差异。

## 地下冰探测
2016年11月22日，美国宇航局报告称，在火星乌托邦平原地区发现了大量地下冰。据估计，检测到的水量相当于苏必利尔湖的水量。
对该地区水冰体积的计算是基于火星勘测轨道飞行器上探地雷达仪的测量结果，该设备被称为”沙拉德“（SHARAD）。

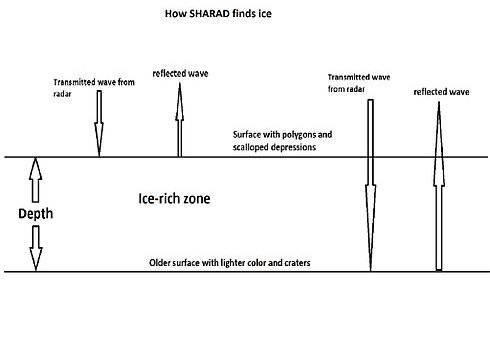
沙拉德通过测量从表面和更深下表面反射的雷达回波来寻找水冰，下表面的深度是高分辨率成像科学设备拍摄的表面裂口图像中发现的。

根据从“沙拉德”浅层探地雷达获得的数据，测定了它的电容率或介电常数，这是从对位于富冰层底部反射体的雷达穿透量中发现的；通过检查该位置高分辨率照片，发现了反射体的深度，在富冰层中的某些地方有缝隙或开口；火星轨道器激光高度计地形图随后揭示了它的深度。富冰层顶部显示了多边形地面、扇形洼地和被掘出的陨石坑，所有这些都被认为是冰的迹象。裂口底部是一层颜色不同，布满陨坑的完全不同的表面，这就是雷达回波中所看到的反射体。整个区域的平均介电常数为2.8，而固体水冰的介电常数为3.0–3.2。火星上广泛分布的玄武岩岩石的为8。因此，利用阿里·布拉姆森 （Ali Bramson）等人论文中的三元图，研究人员确定富冰层是由50-80%的水冰、0-30%孔隙度为15-50%的岩石组成的混合物。

## 图集

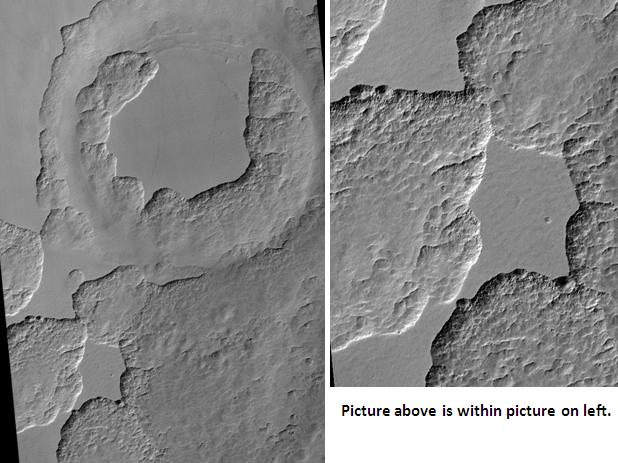
S高分辨率成像科学设备显示的挪亚区佩纽斯火山口中的扇形地形，扇形地形在火星上某些地区很常见。
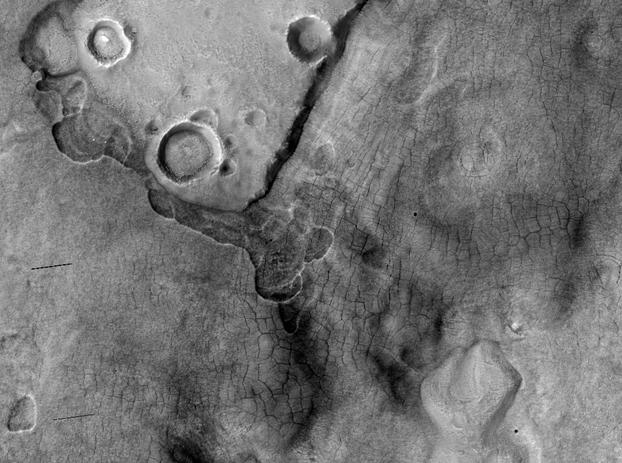
高分辨率成像科学设备显示的卡西乌斯区乌托邦平原中的冰缘地貌，显示有图案地面和扇形地形。
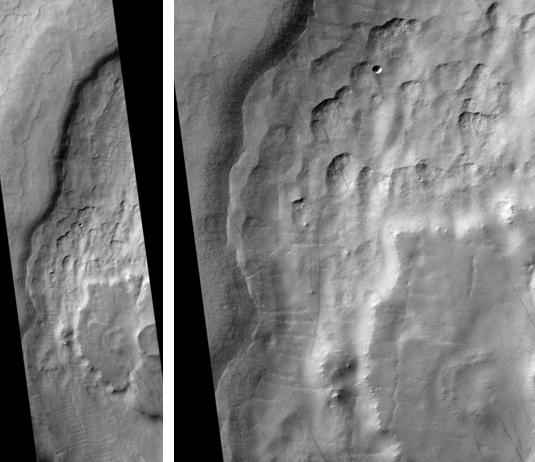
高分辨率成像科学设备显示的希腊区马丁谷中呈现的扇形地形，图中右侧区域在另一幅图像中被放大。
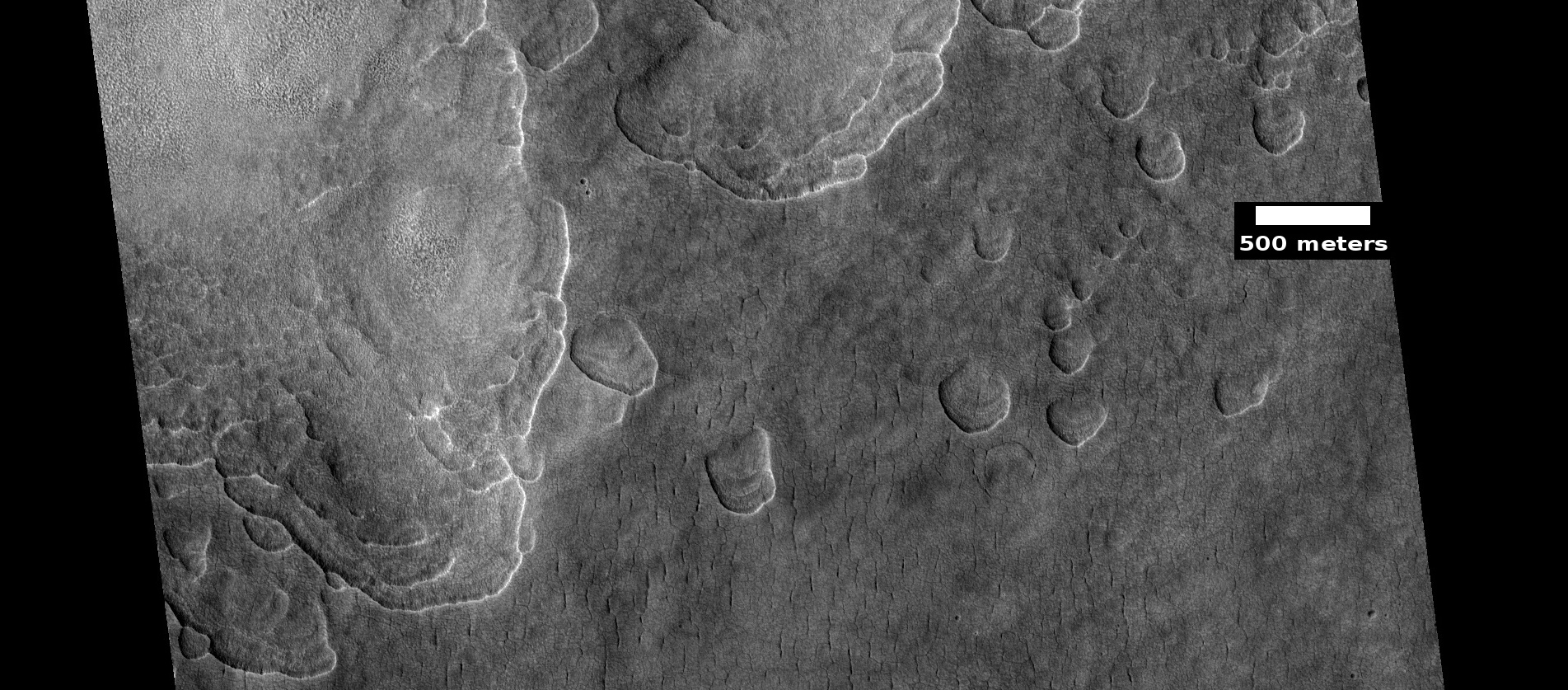
HiWish计划下高分辨率成像科学设备显示的扇形地形。
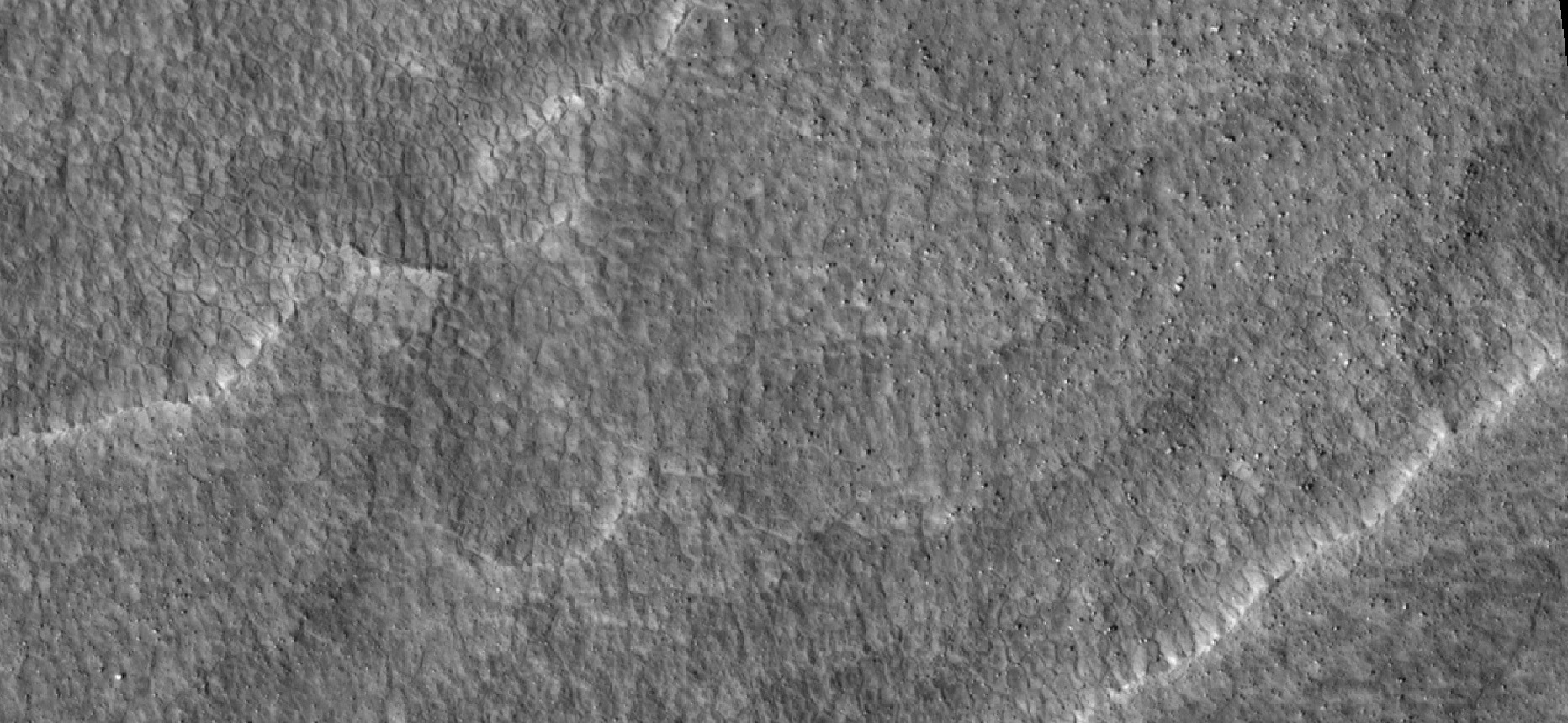
HiWish计划下高分辨率成像科学设备显示的扇形地形特写，表面被划分为多边形，这些类型常出现于冻融地表区，注：这是前一幅图像的放大版。
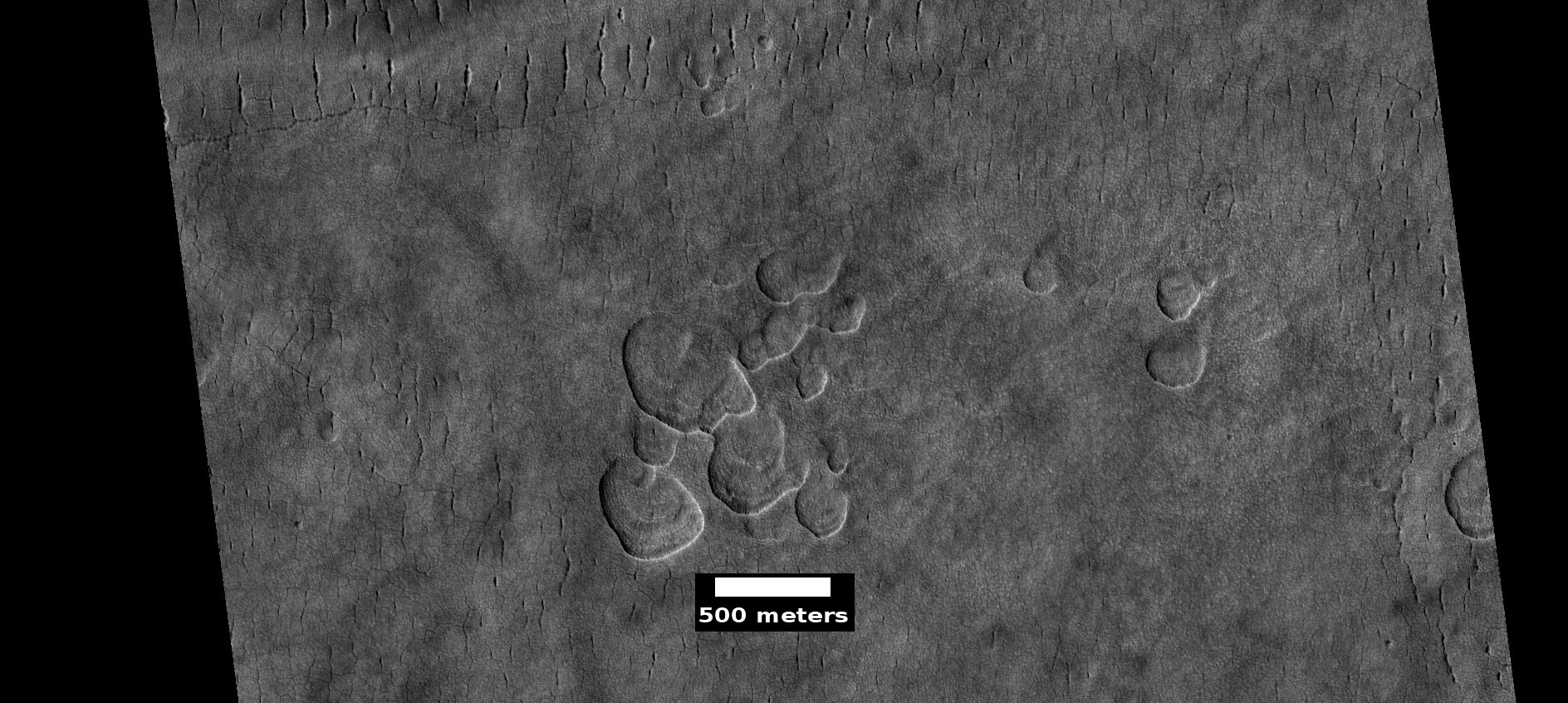
HiWish计划下高分辨率成像科学设备显示的扇形地表。
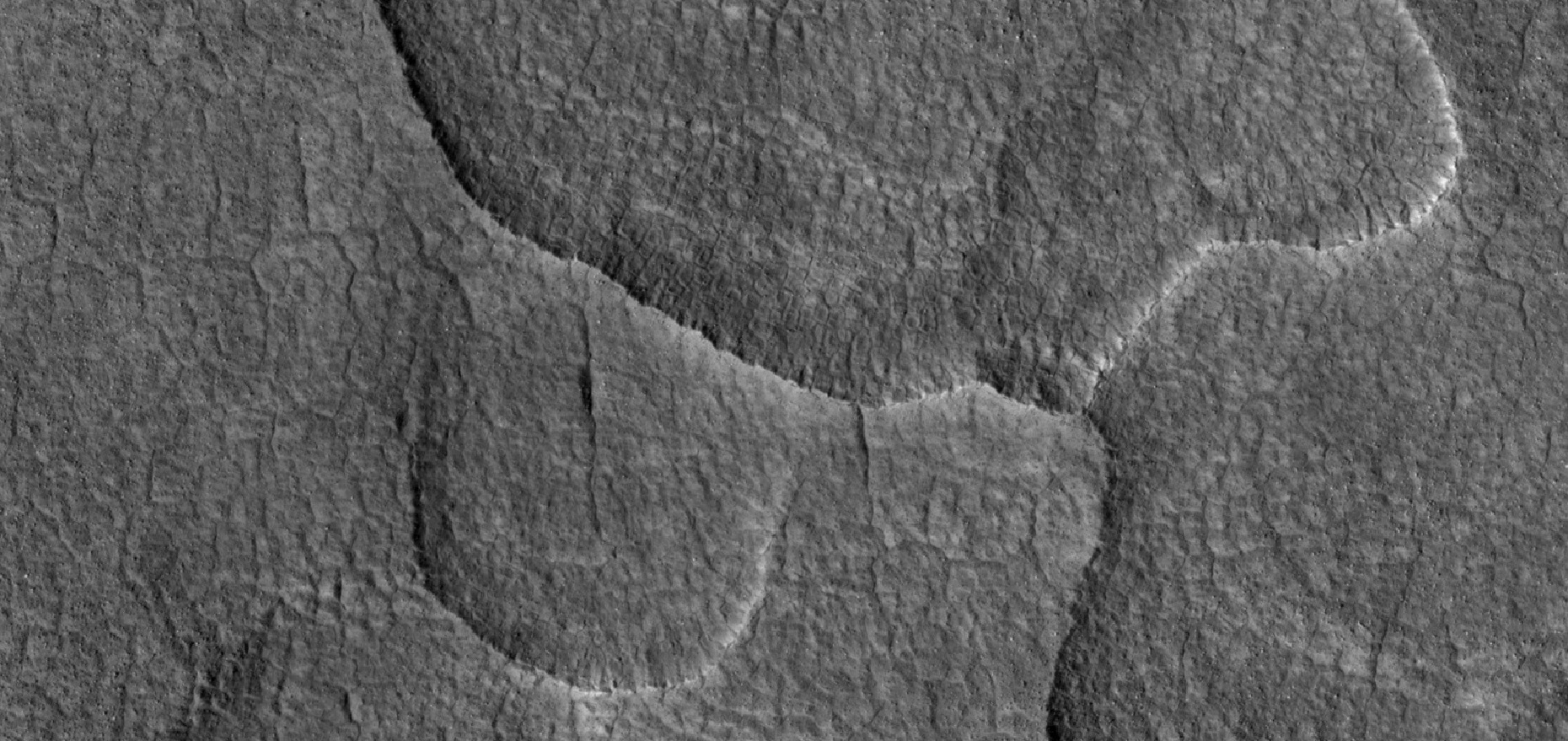
HiWish计划下高分辨率成像科学设备拍摄的扇形地面特写，表面被划分为多边形，这些类型在地面冻融地区很常见。注：这是前一幅图像的放大版。
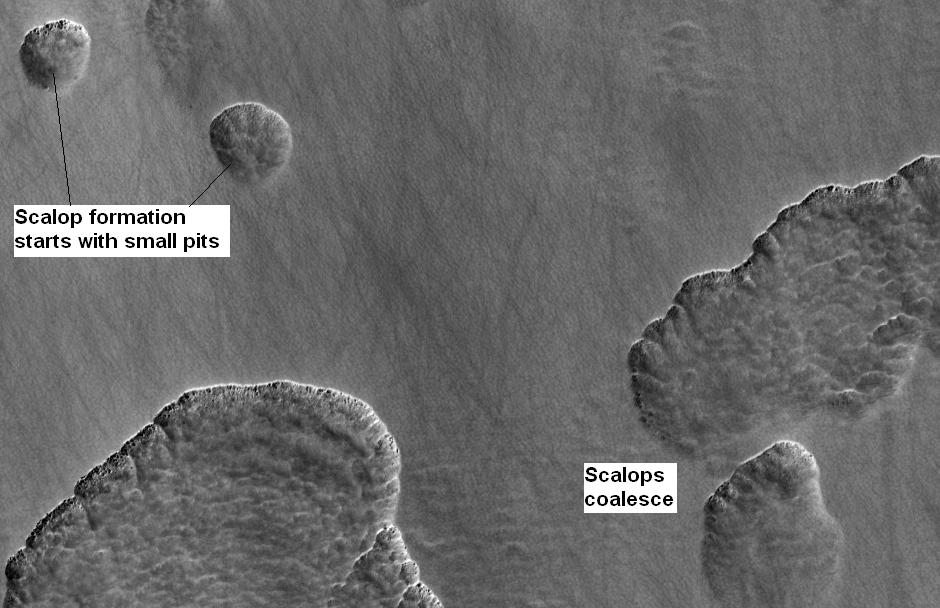
高分辨率成像科学设备显示的希腊区处于形成阶段的扇形地形。
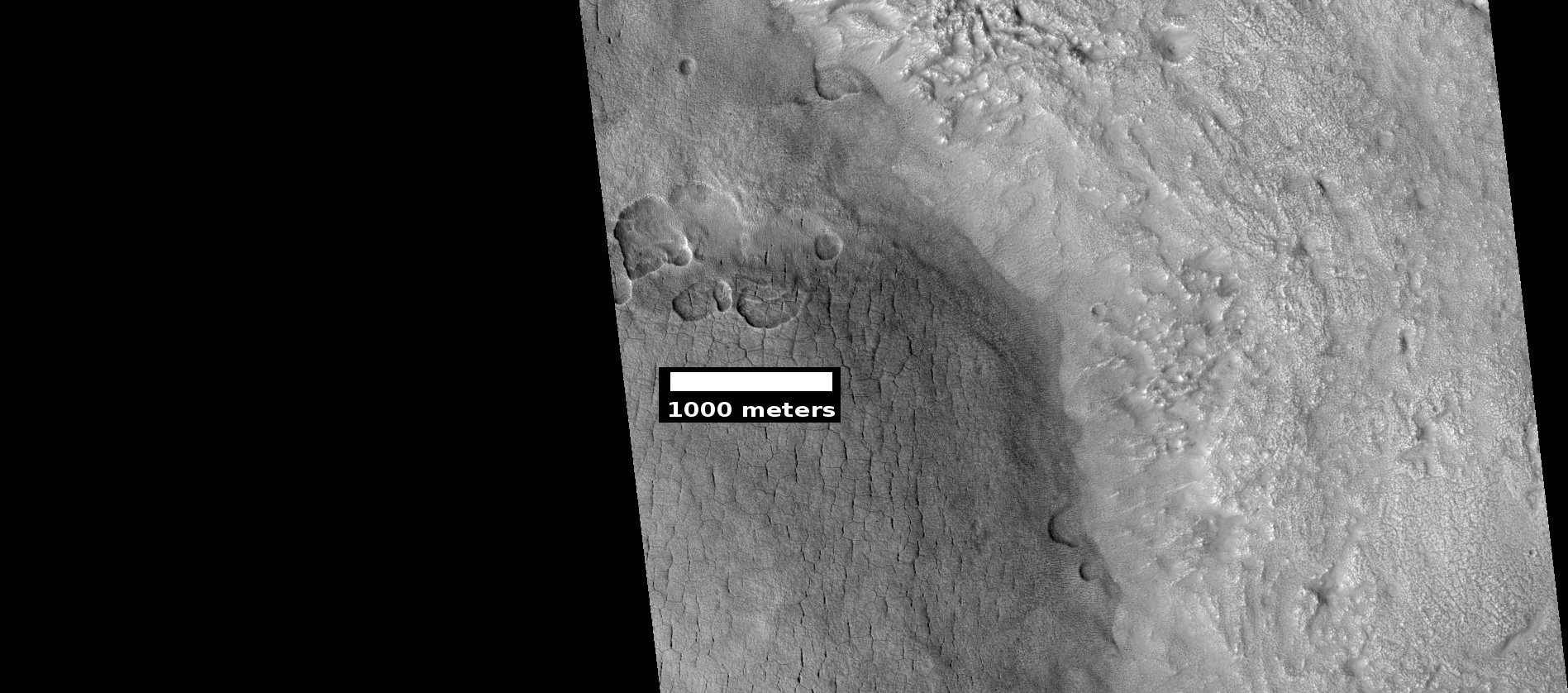
HiWish计划下的高分辨率成像科学设备显示的冰缘扇形地形和多边形地面。
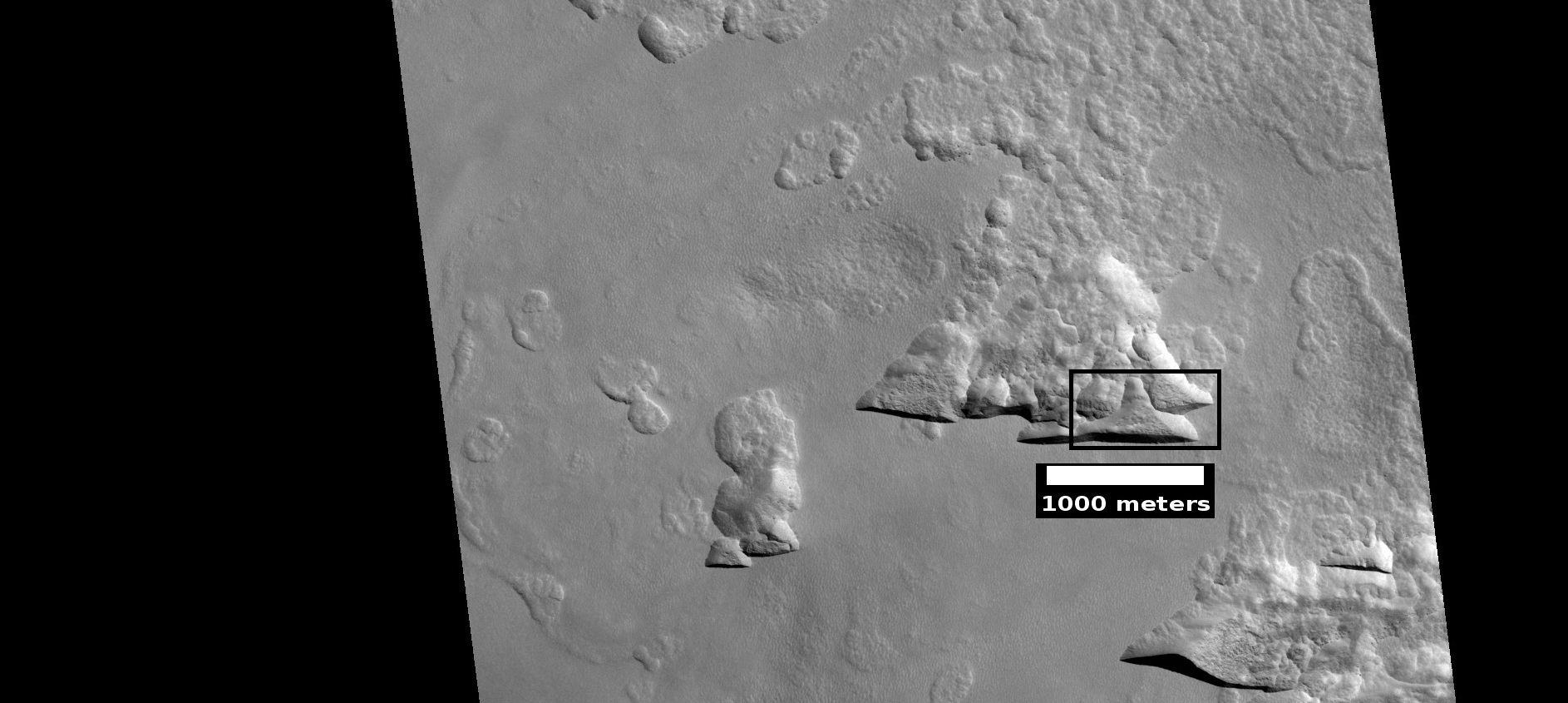
上一幅图像的进一步放大。

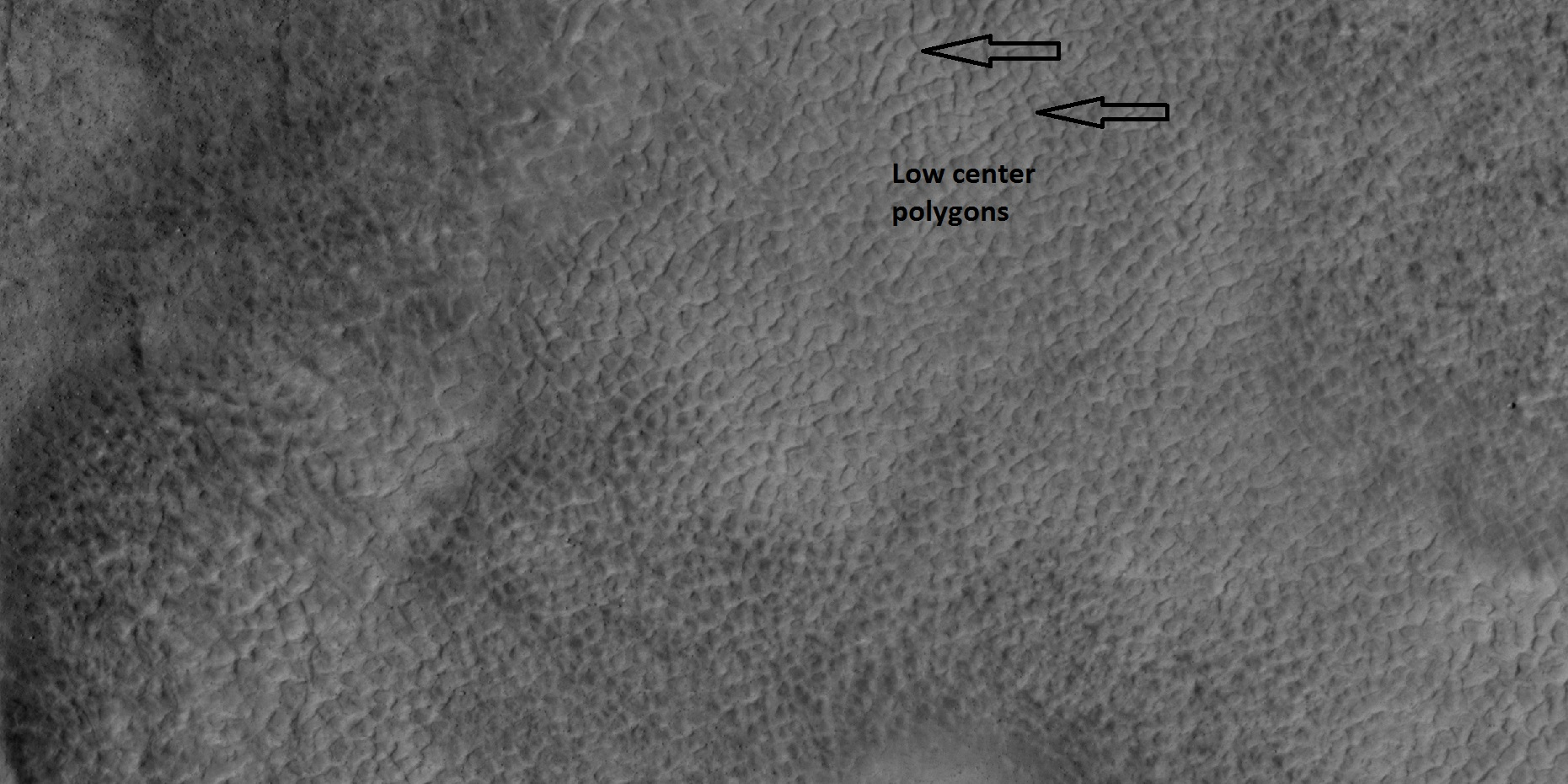
HiWish计划下的高分辨率成像科学设备显示的中心下凹型多边形（箭头显示），该图像用HiView放大。
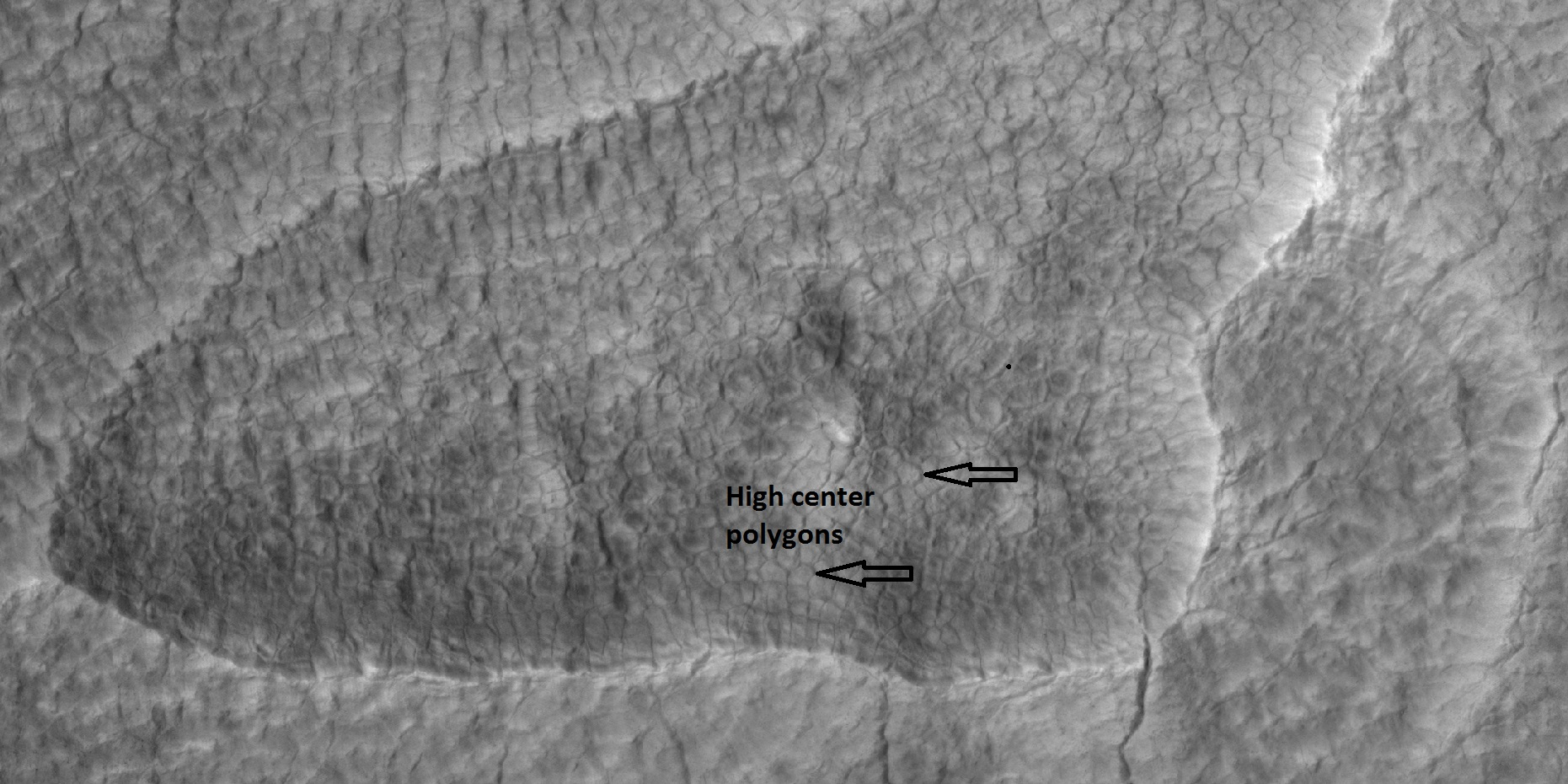
HiWish计划下的高分辨率成像科学设备显示的中心拱起型多边形（箭头显示），该图像用HiView放大。
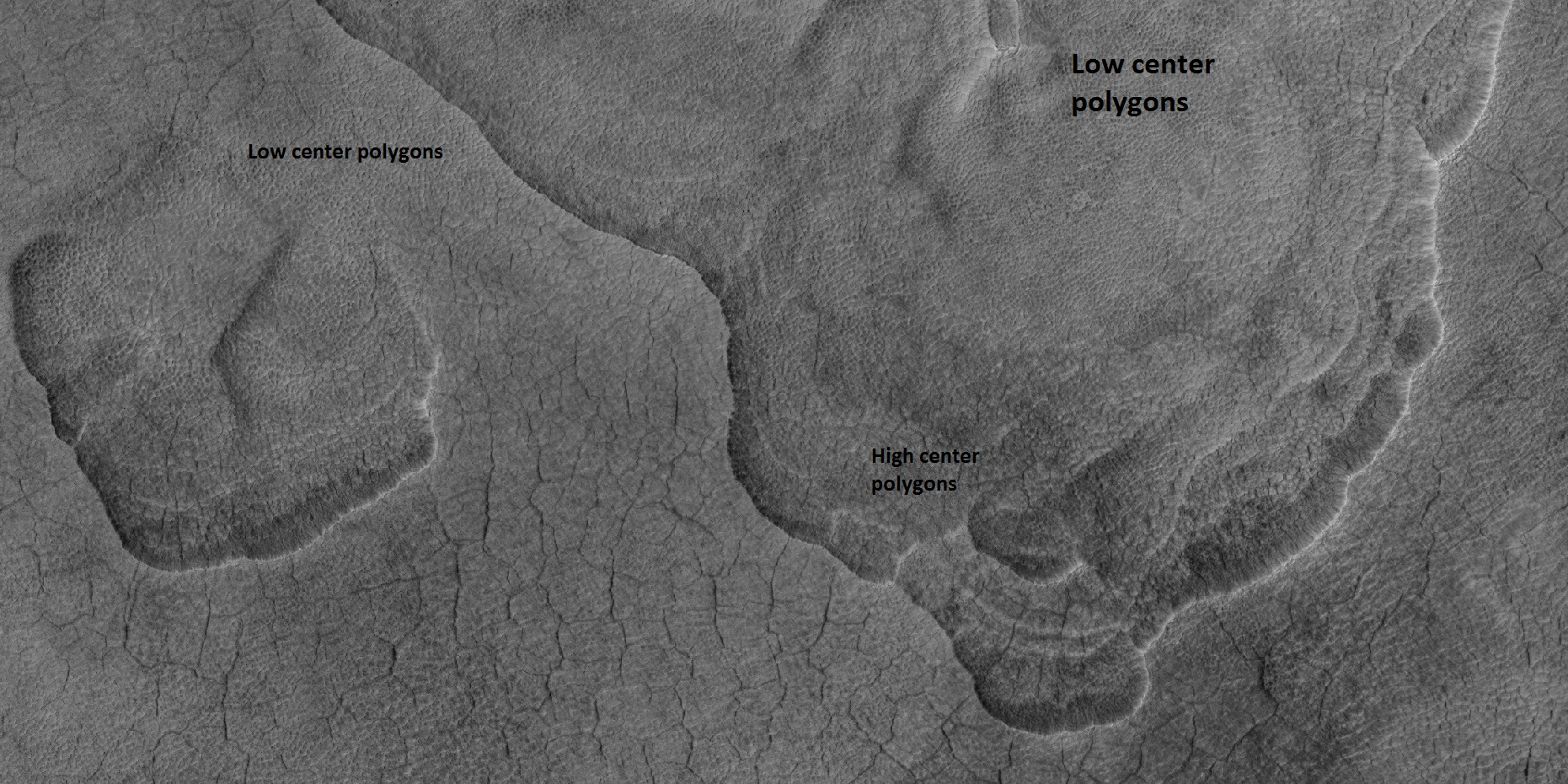
HiWish计划下的高分辨率成像科学设备显示的分布有中心下凹型多边形和中心拱起型多边形（被标注）的扇形地形，该图像用HiView放大。
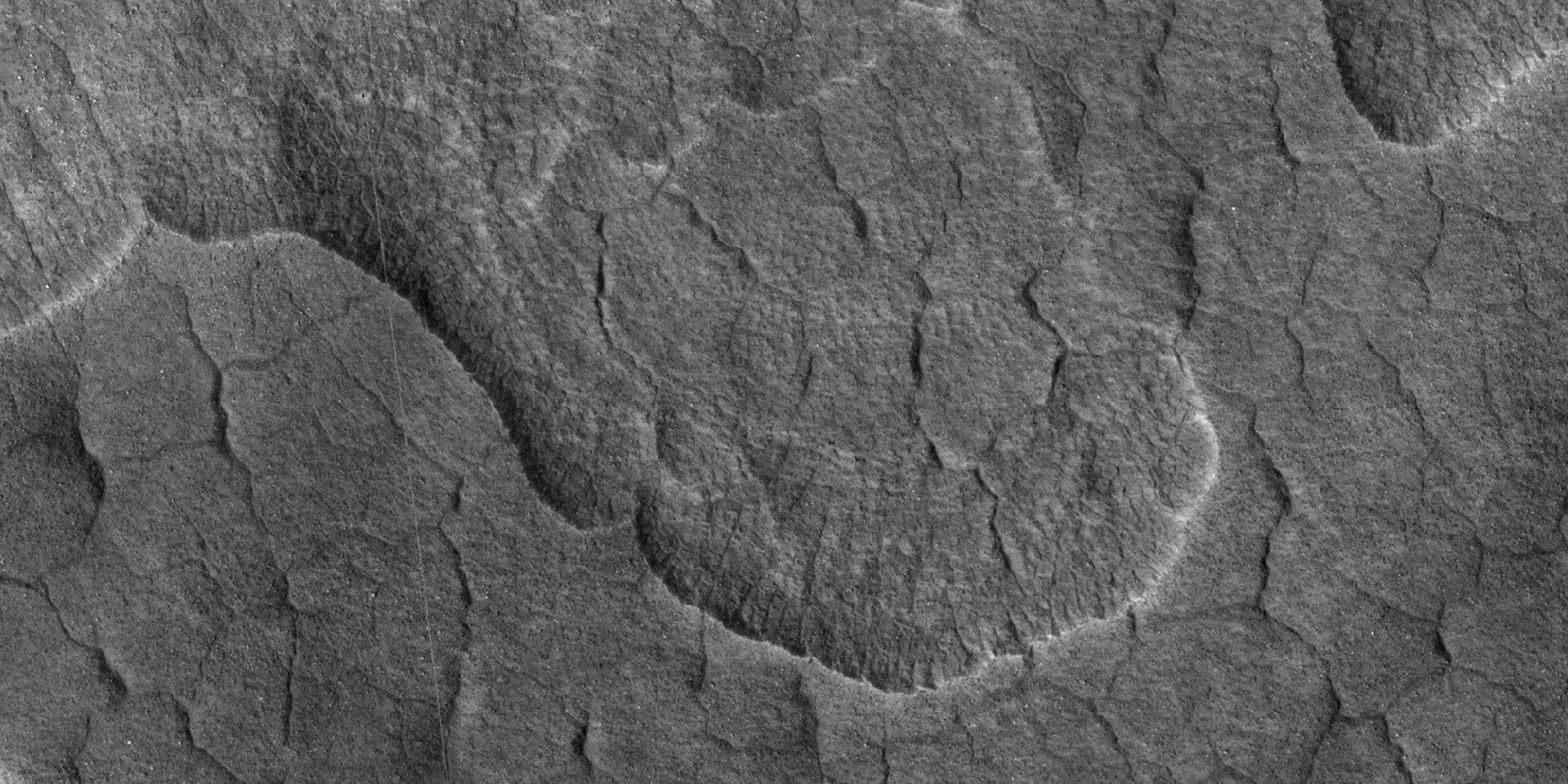
HiWish计划下的高分辨率成像科学设备显示的卡西乌斯区扇形地形。